# Ренков, Николай Степанович
Никола́й Степа́нович Ренко́в (22 апреля [5 мая] 1906, Рыльск, Курская губерния — 27 мая 1988, Москва) — советский кинооператор, один из крупнейших специалистов в области комбинированных съёмок фильмов. Автор учебных пособий и статей.

## Биография
Родился 22 апреля (5 мая) 1906 года в Рыльске Курской губернии.
Учился во ВХУТЕМАСе, но, прервав учёбу, поступил на операторское отделение Государственной школы кинематографии (к августу 1930-го ставшего киноинститутом — ГИК). Получив диплом, в том же 1930 году приступил к работе на ещё строящейся киностудии «Мосфильм». Дебютом стала работа мультоформителем в экспериментальном фильме Григория Александрова «Интернационал». На студии произошла судьбоносная встреча с Александром Птушко, объединив их на годы совместной работы.

Видимо, творческие устремления, художественный темперамент, а главное, желание создавать «волшебные фильмы», у Птушко и Ренкова во многом совпадали, и Птушко приглашает начинающего оператора снять кукольную короткометражку «Властелин быта», а затем и полнометражный художественный фильм «Новый Гулливер», где главными героями должны были стать актёр и куклы.
Это был первый в мировой практике опыт создания художественного фильма, где живые и кукольные персонажи соединялись не монтажно, а действовали в одном кадре. Оригинальная творческая задача потребовала от оператора выработки и освоения абсолютно новых приёмов и способов съёмки, чтобы соединять движущегося актёра, снимаемого с частотой 24 кадра/с, с покадровой анимацией. В процессе подготовки пришлось провести множество расчётов масштабных и пространственных соотношений между куклами и актёром, подобрать необходимый характер и темп движения кукольных персонажей, чтобы получить одновременно жизнеподобные и гротесковые образы героев фильма — жителей Лилипутии. Для перемещения камеры при покадровых съёмках кукол были изготовлены специальные конструкции, позволяющие делать не только наезды, отъезды или проезды, но и имитировать съёмку с операторского крана. Особое внимание уделялось расчетам глубины резкости, чтобы при съемках кукол резкостные соотношения между первоплановыми куклами и куклами в глубине кадра соответствовали распределению резкости при съёмках актёра. На актёра и кукол нужно было устанавливать одинаковый по характеру, но совершенно разный по интенсивности световой рисунок.
— Дмитрий Масуренков, «Мастера визуальных эффектов» 2006 
Выпущенный на экраны в 1935 году фильм вызвал значительный резонанс в кинематографическом мире: за техническое новаторство с похвалой о фильме отзывался Чарли Чаплин.
В 1939−1941 годах помимо съёмок на студии Ренков вёл научно-исследовательскую работу в НИКФИ в области освоения стереоскопического кино и совершенствования комбинированных съёмок. В 1940 году вместе с А. Птушко снял первый советский стереоскопический фильм «Выходной день в Москве». Поставил ряд инструктивных фильмов: «Дорисовка», «Перспективное совмещение» и др.
В 1941−1944 работал в составе ЦОКС, куда осенью 1941 года был эвакуирован «Мосфильм». А также над картинами Тбилисской и Бакинской киностудий («Георгий Саакадзе», «Подводная лодка Т-9»).
В 1945 году привлёк к работе на студии младшего брата — А. С. Ренкова, сперва ассистировавшего ему на картине «Повесть о «Неистовом», а со временем также ставшего оператором комбинированных съёмок (что стало причиной многих неточностей даже в таких энциклопедических изданиях, как Кино. Энциклопедический словарь / Гл. ред. С. И. Юткевич, где работы одного приписали другому).
Член Союза кинематографистов СССР. Создатель комбинированных съёмок в более чем 50 кинофильмах.
Умер 27 мая 1988 года. Похоронен на Ваганьковском кладбище.

## Избранная фильмография

### Оператор
- 1935 — Новый Гулливер
- 1936 — Родина зовёт[10]
- 1937 — Глубокий рейд
- 1938 — Руслан и Людмила
- 1939 — Золотой ключик
- 1940 — Выходной день в Москве (стереофильм)
- 1940 — Перспективное совмещение (короткометражный)
- 1943 — Подводная лодка Т-9
- 1956 — Челкаш (короткометражный) (совм. с Эрой Савельевой)
- 1961 — Иван Рыбаков (фильм-спектакль)
- 1961 — Музыка Верди (телевизионный короткометражный)
- 1963 — Теперь пусть уходит
- 1964 — Братья Васильевы (документальный)

### Мультипликация
- 1932 — Властелин быта
- 1944 — Песня о Чапаеве
- 1954 — Два жадных медвежонка
- 1954 — Танюша, Тявка, Топ и Нюша

### Комбинированные съёмки
- 1935 — Новый Гулливер
- 1938 — Руслан и Людмила (совм. с Петром Маланичевым)
- 1940 — Гибель «Орла»
- 1942 — Георгий Саакадзе
- 1944 — Зоя
- 1944 — Небо Москвы (совм. с Борисом Арецким)
- 1946 — Беспокойное хозяйство
- 1946 — В горах Югославии
- 1946 — Клятва
- 1946 — Наше сердце (совм. с Петром Маланичевым)
- 1947 — Повесть о «Неистовом»
- 1948 — Повесть о настоящем человеке
- 1949 — Встреча на Эльбе
- 1950 — Секретная миссия
- 1951 — Пржевальский
- 1954 — Борис Годунов (совм. с Александром Ренковым)
- 1954 — Тайна горного озера (Ереванская киностудия)
- 1955 — В квадрате 45
- 1955 — Салтанат (совм. с Борисом Травкиным)
- 1955 — Счастливая юность (совм. с Игорем Фелицыным)
- 1956 — Сорок первый
- 1956 — Челкаш (короткометражный)
- 1957 — Коммунист (совм. с Петром Маланичевым)
- 1957 — Легенда о ледяном сердце (совм. с Борисом Травкиным)
- 1957 — Новый аттракцион (»Моснаучфильм")
- 1957 — Случай на шахте восемь
- 1958 — Капитанская дочка
- 1959 — Хованщина (совм. с Александром Ренковым и Игорем Фелицыным)
- 1961 — Друг мой, Колька!
- 1962 — Деловые люди
- 1963 — Аппассионата (короткометражный)
- 1965 — Дети Дон Кихота
- 1965 — Операция «Ы» и другие приключения Шурика
- 1966 — Девочка на шаре
- 1967 — Незабываемое
- 1968 — Джамиля
- 1970 — Белорусский вокзал
- 1970 — Город первой любви
- 1972 — Кровавый камень («Таллинфильм»)
- 1973 — За час до рассвета («Арменфильм»)

### Сценарист
- 1932 — Властелин быта (совм. с Александром Птушко)

### Художник
- 1932 — Властелин быта (совм. с Александром Птушко, Саррой Мокиль, Юрием Лупандиным)

## Награды
- орден Красной Звезды (14.04.1944)